# Bunkate
Bunkate is een bestuurslaag in het regentschap Centraal-Lombok van de provincie West-Nusa Tenggara, Indonesië. Bunkate telt 2824 inwoners (volkstelling 2010).